# Somaglia
Somaglia is een gemeente in de Italiaanse provincie Lodi (regio Lombardije) en telt 3384 inwoners (31-12-2004). De oppervlakte bedraagt 20,9 km², de bevolkingsdichtheid is 160 inwoners per km².

## Demografie
Somaglia telt ongeveer 1322 huishoudens. Het aantal inwoners steeg in de periode 1991-2001 met 7,5% volgens cijfers uit de tienjaarlijkse volkstellingen van ISTAT.
| Jaar | Inwoneraantal |
| ---- | ------------- |
| 1991 | 2979          |
| 2001 | 3202          |

## Geografie
De gemeente ligt op ongeveer 57 m boven zeeniveau.
Somaglia grenst aan de volgende gemeenten: Casalpusterlengo, Codogno, Ospedaletto Lodigiano, Senna Lodigiana, Fombio, Calendasco (PC), Guardamiglio.